# Ivan Jemeljanovič Prigorovskij
Svatý Ivan (Ioann) Jemeljanovič Prigorovskij (4. lednajul./ 16. ledna 1875greg. – 21. dubnajul./ 4. května 1918greg., Nězamajevskaja) byl ruský jerej Ruské pravoslavné církve a mučedník.

## Život
Narodil se 4. ledna 1875 v rodině ponomarja (ministrant) černihivské eparchie.
Roku 1897 dokončil studium na Černihivském duchovním semináři a stal se psalomščikem (žalmista) chrámu ve vesnici Mostovoje Kubáňské oblasti.
Dne 28. února 1898 byl rukopoložen na diakona a začal sloužit v chrámu svatého proroka Eliáše ve stanici Nězamajevskaja v Kubáňské oblasti.
Dne 19. května byl rukopoložen na jereje a přidělen do chutora Kugojejskij. Stal se také ředitelem a učitelem Zákona Božího místní církevní farní školy.
Dne 6. června 1903 byl přidělen do chrámu Narození Přesvaté Bohorodice ve vesnici Vinodělnoje ve Stavropolské gubernii a stal se také učitelem Zákona Božího ve dvou učilištích.
Roku 1905 byl na sjezdu duchovenstva 6. blahočinného okruhu Stavropolské gubernie zvolen zástupcem na eparchiální a okružní sjezdy. Tuto pozici vykonával až do roku 1908.
Roku 1908 byl jmenován knězem chrámu Seslání Ducha svatého ve stanici Škurinskaja. Stal se zde také ředitelem a učitelem Zákona Božího církevní farní školy a dvou škol Ministerstva národního vzdělání.
Dne 17. srpna 1916 začal znovu sloužit v chrámu svatého proroka Eliáše ve stanici Nězamajevskaja a 30. září byl jmenován představeným tohoto chrámu.
Poté, co se ateisté dostali k moci, začala občanská válka a vesnice Kubáňské oblasti začaly několikrát přecházet buď pod Bílou nebo Rudou armádu.
Na konci Svatého týdne 1918 byla stanice Nězamajevskaja dobyta bolševiky. Na Bílou sobotu 4. května 1918 vtrhl oddíl rudoarmějců do chrámu, kde se konala bohoslužba. Otec Ivan byl zatčen a odveden bolševiky před chrám. Těžce jej zbili, jeho tvář byla zohavena a zakrváceného a sotva živého ho vyvlekli ze stanice a brutálně zabili, přičemž obyvatelům stanice zakázali jej pohřbít. Podle jiných zdrojů byl kněz pohřben zaživa v hnojišti.
Pohřben byl na hřbitově Všech svatých v Jekatěrinodaru.

## Kanonizace
Dne 20. srpna 2000 jej Ruská pravoslavná církev svatořečila jako mučedníka a byl zařazen mezi Sbor všech novomučedníků a vyznavačů ruských.
Jeho svátek je připomínán 4. května (21. dubna – juliánský kalendář).